# Sant Magí de Cervera
Sant Magí de Cervera és una església amb elements neoclàssics de Cervera (Segarra) inclosa a l'Inventari del Patrimoni Arquitectònic de Catalunya.

## Descripció
Església de paredat amb la façana principal arrebossada i emblanquinada. A la façana cal destacar la portada d'arc carpanell amb una motllura llisa i una fornícula buida al damunt. A sobre presenta un rosetó senzill. A l'interior presenta volta de canó amb llunetes i cor als peus. La sagristia es troba en un nivell inferior degut a un tall de terreny. La sostrada de la sagristia és planta i allà es guarden uns quadres que abans es trobaven al voltant de l'altar Major.

## Història
El juliol de 1936 van cremar-se les imatges, els retaules, la vela del carrer, el púlpit, etc. Va ser derruït el campanar i la campana es va fondre. També van desaparèixer les robes i guarniments dels altars. L'església va quedar convertida en quadra per als cavalls de la col·lectivitat de llauradors. També va ser enderrocada l'escala del costat de l'evangeli i una sèrie d'envans, posant en comunicació la sagristia amb la nau principal de l'església. El paviment va quedar també força malmès.
Després de la guerra, la confraria de Sant Magí de la Brufaganya es va encarregar de renovar totalment l'església.